# Jamorko Pickett
Jamorko Pickett (Washington, 24 dicembre 1997) è un cestista statunitense.